# Micena lignícola
Les micenes lignícoles són micenes, cama-secs micenoides, que creixen sobre troncs, escorces o rels, amb o sense molsa 

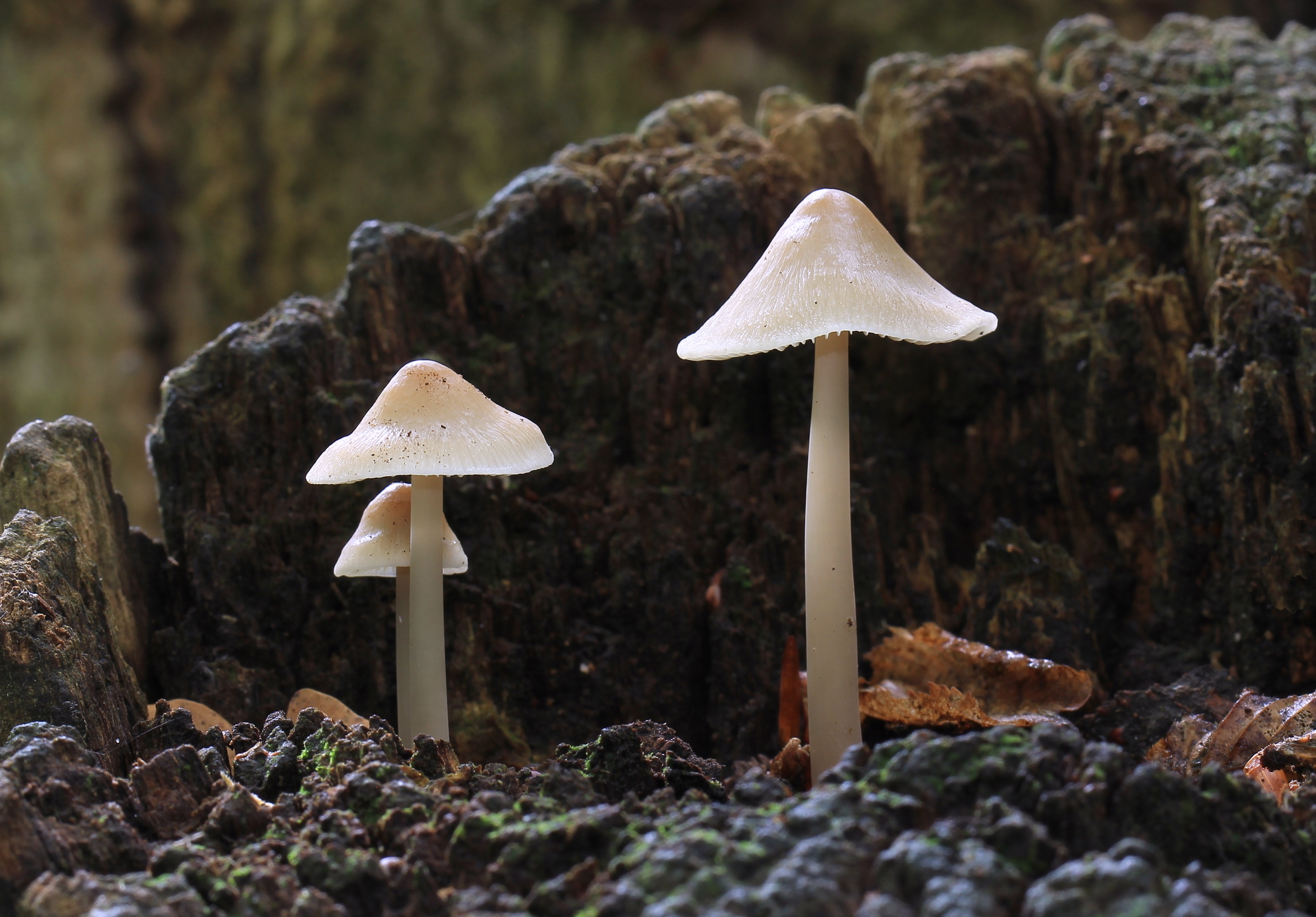
Micena (Mycena galericulata)

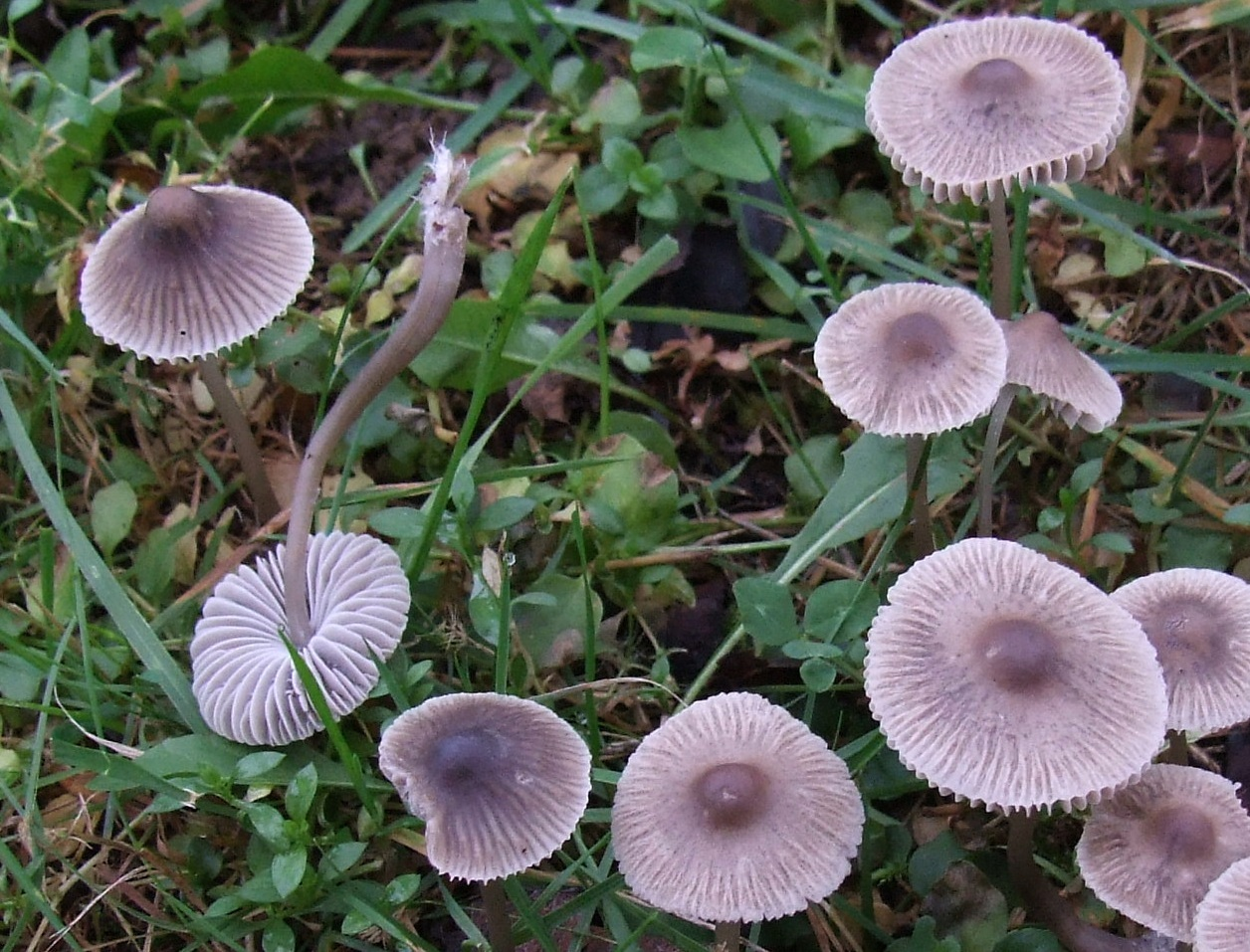
Micena de cama estriada (Mycena polygramma)

## Espècies de micenes lignícoles
Les espècies de micenes lignícoles més corrents són:
- Mycena galericulata, micena
- Phloeomana speirea, micena blanca
- Mycena olida, micena blanca de faig
- Phloeomana alba, micena blanca menuda
- Phloeomana hiemalis, micena bruna de faig
- Mycena cyanorhiza, micena de cama blava
- Mycena polygramma, micena de cama estriada
- Mycena corynephora, micena de cama farinosa
- Mycena vitilis, micena de cama rígida
- Mycena leptocephala, micena fuliginosa
- Mycena arcangeliana, micena d’Arcangeli
- Mycena inclinata, micena inclinada
- Mycena maculata, micena tacada